# Aurecocrypta katersi
Aurecocrypta katersi là một loài nhện trong họ Barychelidae. Loài này phân bố ờ Tây Úc.